# ویتوریو استورارو
ویتوریو استورارو (به ایتالیایی: Vittorio Storaro) فیلمبردار برجسته ایتالیایی و برنده سه جایزه اسکار بهترین فیلمبرداری است.

## زندگی‌نامه
«ویتوریو استورارو» در ۲۴ ژوئن ۱۹۴۰ در شهر رم متولد شد و در سال ۱۹۶۰ از مؤسسه فیلم ایتالیا به عنوان فیلمبردار سینمایی فارغ‌التحصیل شد.
در سال ۱۹۶۸ در اثری از فرانکو روسی به نام «جیووینزا جیووینزا» فعالیت کرد و پس از آن با کارگردانانی چون «جان هریسون»، «آلفونسو آرو»، «برناردو برتولوچی»، «فرانسیس فورد کوپولا»، «وارن بیتی» و «کارلوس سائورا» همکاری کرد و خلاقیت خود را نشان داد.
استورارو موفق به دریافت جوایز متعددی شده‌است که از مهم‌ترین آن‌ها می‌توان به سه جایزه اسکار برای فیلم‌های «اینک آخرالزمان» به کارگردانی «فرانسیس فورد کوپولا»، «سرخ‌ها» به کارگردانی «وارن بیتی» و «آخرین امپراتور» به کارگردانی «برناردو برتولوچی» اشاره کرد.
از دیگر افتخارات استورارو می‌توان به ریاست انجمن فیلم‌برداران ایتالیا، عضو انجمن فیلم‌برداران آمریکا از سال ۲۰۰۹، عضو آکادمی فیلم و تلویزیون اروپا، عضو آکادمی علوم هنرهای سینمایی لس‌آنجلس و عضو آکادمی سینمای ایتالیا اشاره کرد.

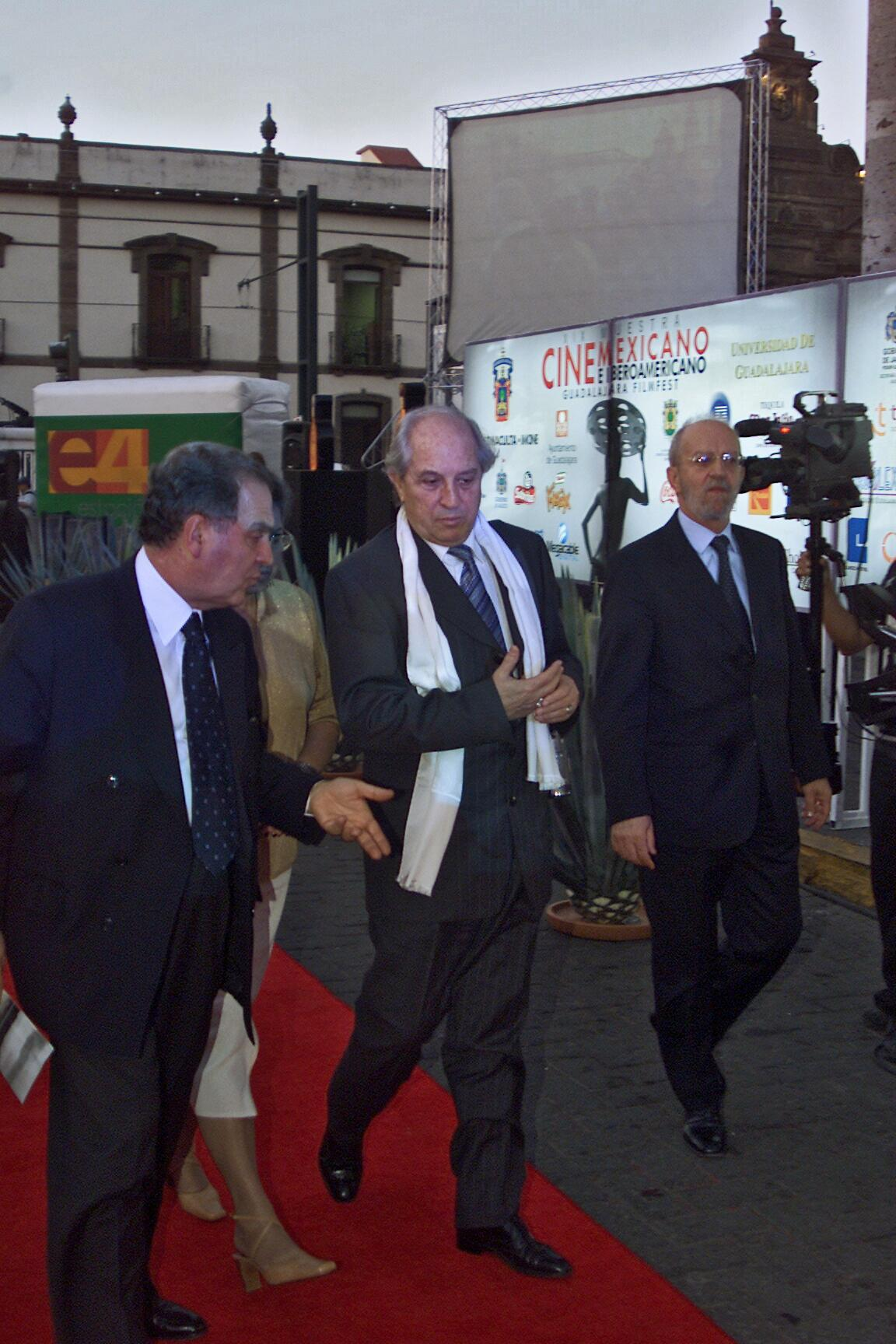
استورارو در جشنواره بین‌المللی فیلم گوادالاخارا

برنده سه جایزه اسکار بهترین فیلمبرداری دربارهٔ تجربه همکاری با کارگردانان بزرگ سینمای جهان گفت: 
زمانی که «برتولوچی» را ملاقات کردم، هر دو بسیار جوان بودیم و من در یکی از اولین تجربه‌های کارگردانی برتولوچی در نقش دستیار با او همکاری کردم و آنچه مرا شگفت‌زده کرد، دیدگاه بسیار روشن این کارگردان جوان در فیلم‌هایش و به ویژه نحوه تعیین سبک فیلمبرداری توسط او بود. نکته‌ای که برای برتولوچی بسیار حائز اهمیت است، نگارش داستان فیلم با دوربین است که این امری نادر و منحصر به فرد در میان کارگردانان ایتالیایی است. من از ابتدای کار نحوه فیلمبرداری را با تأیید کارگردان (نه فقط از طریق نور، بلکه با دوربین) طرح می‌کردم. وقتی همکاری‌ام را با «برتولوچی» آغاز کردم، از پیش با روش او که نگارش داستان فیلم با دوربین است، آشنا بودم و به آن احترام گذاشتم و من نیز با نورپردازی داستان را می‌نوشتم. کارگردانان هیچ دخالتی در نورپردازی ندارند، چون کار بسیار حرفه‌ای است و بنابراین ایده، انتخاب و مفهوم نورپردازی و رنگ‌ها در هر فیلمی که از برتولوچی می‌بینید، بر عهده من بوده و مهم‌ترین نکته اینجاست که برتولوچی آن را تأیید می‌کرد.
این فیلمبردار صاحب‌سبک بیش از ۴۰ جایزه در کارنامه سینمایی‌اش دارد از میان بیش از ۶۰ فیلمی که کار کرده‌ام، شاید بتوانم ۱۰ یا ۱۵ فیلم را که بیشتر دوست دارم انتخاب کنم، اما شما نمی‌توانید واژه‌ای در یک شعر یا نُتی از یک سمفونی را به عنوان بهترین بخش آن انتخاب کنید؛ بنابراین تمام فیلم‌هایم مثل بچه‌هایم هستند که باید از آن‌ها مراقبت کنم و به آن‌ها احترام بگذارم.
استورارو که در سالهای ۱۹۸۰، ۱۹۸۲ و ۱۹۸۸ سه جایزه اسکار بهترین فیلمبرداری را کسب کرده، دربارهٔ اهمیت حفظ انگیزه ادامه کار پس از کسب این جایزه معتبر گفت: وقتی برای اولین‌بار نامزد اسکار شدم، با خودم گفتم من خیلی جوانم و این جایزه را یک دستاورد زندگی تصور می‌کردم که البته کاملاً در اشتباه بودم. اسکار چیز دیگری است. اسکار تنها متعلق به «ویتوریو استارور» نیست، بلکه متعلق به هنر فیلمبرداری «استورارو» است.
استورارو که در سال ۲۰۱۳ از سوی انجمن بین‌المللی فیلمبرداران یکی از ۱۰ فیلمبردار تأثیرگذار تاریخ سینما معرفی شد، در ادامه افزود: در همکاری با «وارن بیتی» تمام دانش کسب شده‌ام را در ایتالیا به همراه دیدگاه «کوپولا» به او انتقال دادم و در عوض با روش فیلمسازی او آشنا شدم و این تبادل دوسویه دانش و تجربیات در همکاری با برخی کارگردانان انگلیسی و فرانسوی و از جمله «کارلوس سائورا»، کارگردان اسپانیایی نیز ادامه داشت.
«ویتوریو استورارو» به عنوان مدیر فیلم‌برداری در فیلم سینمایی محمد رسول‌الله ساخته مجید مجیدی حضور داشته‌است.
«ویتوریو استورارو» که دنیای سینما ثبت بسیاری از صحنه‌های ماندگارش را مرهون خلاقیت و چیره‌دستی اوست، سال ۱۳۹۲ خ. به عنوان میهمان ویژه بخش بین‌الملل جشنواره فجر به تهران آمد.

## جوایز
- ۱۹۸۰ - برنده جایزه اسکار بهترین فیلمبرداری برای فیلم اینک آخرالزمان
- ۱۹۸۲ - برنده جایزه اسکار بهترین فیلمبرداری برای فیلم سرخ‌ها
- ۱۹۸۷ - برنده جایزه حلقه منتقدان فیلم نیویورک برای بهترین فیلمبرداری برای فیلم آخرین امپراتور
- ۱۹۸۸ - برنده جایزه اسکار بهترین فیلمبرداری برای فیلم آخرین امپراتور
- ۱۹۸۸ - برنده جایزه دیوید دی دوناتلو
- ۱۹۹۰ - برنده جایزه بفتای بهترین فیلم‌برداری برای فیلم آسمان سرپناه
- ۱۹۹۰ - برنده جایزه حلقه منتقدان فیلم نیویورک برای بهترین فیلمبرداری برای فیلم آسمان سرپناه
- ۱۹۹۰ - برنده جایزه حلقه منتقدان فیلم نیویورک برای بهترین فیلمبرداری برای فیلم آسمان سرپناه
- ۲۰۱۵ - برنده جایزه زوج سینمایی جشنواره بین‌المللی فیلم کمرایمیج - (ویتوریو استورارو و مجید مجیدی) برای فیلم محمد رسول‌الله

## بخشی از فیلمشناسی
1. آخرین تانگو در پاریس (۱۹۷۲ برناردو برتولوچی)
2. بداندیش (۱۹۷۳)
3. ۱۹۰۰ (۱۹۷۶ برناردو برتولوچی)
4. تسلیم (۱۹۷۶)
5. آگاتا (۱۹۷۹ مایکل آپتد)
6. اینک آخرالزمان (۱۹۷۹ فرانسیس فورد کوپولا)
7. سرخ‌ها (۱۹۸۱ وارن بیتی)
8. آخرین امپراتور (۱۹۸۷ برناردو برتولوچی)
9. آسمان سرپناه (۱۹۹۰ برناردو برتولوچی)
10. توسکا (۱۹۹۲ برایان لارج)
11. بودای کوچک (۱۹۹۳ برناردو برتولوچی)
12. بول‌ورث (۱۹۹۸ وارن بیتی)
13. گویا (۱۹۹۹ کارلوس سائورا)
14. تلماسه فرانک هربرت (۲۰۰۰)
15. لا تراویاتا (۲۰۰۰ پیر کاواسیلاس)
16. جن‌گیر: آغاز (۲۰۰۴ رنی هارلین)
17. قلمرو: پیش‌درآمدی بر جن‌گیر (۲۰۰۵ پل اشریدر)
18. پادشاه می‌آید (۲۰۱۰ دین رایت)
19. محمد رسول‌الله (۲۰۱۵ مجید مجیدی)
20. واندر ویل (۲۰۱۷ وودی آلن)
21. یک روز بارانی در نیویورک (۲۰۱۸ وودی آلن)